# 壹拾壹體育網
壹拾壹體育網（英語：Eleven Sports）是一個總部位於英國的體育頻道集團，成立於2015年9月2日。公司由體育營運行銷機構MP & Silva和The Channel Company的執行長安德烈·拉祖沙利所有，該公司在比利时、爱尔兰、卢森堡、波兰、葡萄牙、新加坡、臺灣、香港、英国和美国經營業務。

## 歷史

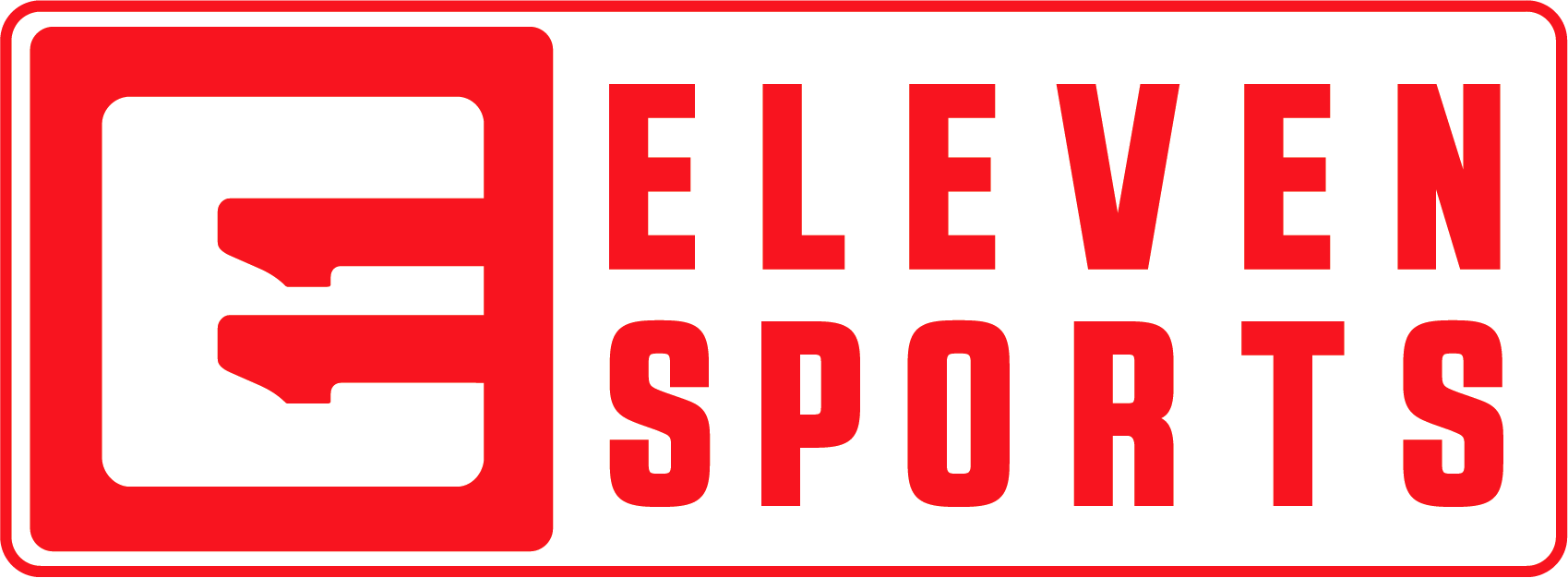
2015至2020年的商標

- 2015年9月2日，壹拾壹體育網正式開播成立。
- 2016年2月，壹拾壹體育網買下一级方程式赛车波蘭的转播權，同年7月買下英超聯賽台湾地区的转播权，均由MP & Silva營銷機構所推广[4][5]。
- 2016年7月19日，壹拾壹體育網經過中華民國經濟部中部辦公室核准成立「英商壹拾壹體育網有限公司台灣分公司」，台灣分公司董事長為喬伊比斯瓦斯（Joyee Biswas），台灣區總經理為康小玲。2017年2月21日正式開播，2017年3月1日起陸續在各數位有線電視上架播出。
- 2017年2月21日，頻道於台灣地區正式開播，同時與中華職棒Lamigo桃猿宣佈達成主場賽事轉播服務協議。
- 2017年3月16日，壹拾壹體育網已經獲得美國國際體育頻道「一世界體育（英语：One World Sports）」的股权，并将频道更名为此名，但詳細的銷售財務細節並未公開[2]。
- 2018年，壹拾壹體育網买下2018至2021年西甲、意甲、荷甲和中超于英国和爱尔兰的转播权。[6][7][8]
- 2019年2月1日，壹拾壹體育網與中華職棒統一7-ELEVEn獅宣佈達成主場賽事轉播服務協議。
- 2019年12月14日，由Eleven Sports轉播SBL賽事。[9]
- 2021年1月1日，做出以下頻道更動：
  - ELEVEN SPORTS 1改定頻為73台；
  - ELEVEN SPORTS 2改定頻為74台；
  - ELEVEN SPORTS PLUS（中華電信MOD專屬頻道）改定頻為211台，

均承接FOX體育家族3個頻道停播後的位置。
- 2021年1月26日下午14:15，ELEVEN SPORTS正式更換新商標。
- 2021年9月4日，因與味全龍合約談不攏溝通問題，將轉播畫面部分打碼引起爭議[10][11][12]。
- 2023年7月27日，串流平台ELEVEN OTT終止服務，串流轉播改由DAZN接手，其他平台（含有線電視、MOD、與中華職棒球隊合作的Twitch官方頻道）則不受影響。
- 2024年3月1日，ELEVEN 1 、ELEVEN 2、ELEVEN PLUS將走入歷史，更名為DAZN 1、DAZN 2、DAZN 3

## 旗下頻道

### 台灣
| 頻道名稱                         | 播送畫質 | 開台日期      | 收看方式 |
| -------------------------------- | -------- | ------------- | --- |
| ELEVEN 1 （前稱ELEVEN SPORTS 1） | SD HD    | 2017年2月21日 | 部分有線電視（73頻道） 数码天空衛星電視 Eleven Sports 官方網站直播                                                                                             |
| ELEVEN 2 （前稱ELEVEN SPORTS 2） | SD HD    | 2017年2月21日 | 部分有線電視（74頻道） 中華電信 MOD（214台，電視直播） 中華電信 数码天空衛星電視 Hami Video（除電視無法投放，行動裝置皆可觀看直播） Eleven Sports 官方網站直播 |
| ELEVEN PRIME                     | SD HD    |               | Eleven Sports 官方網站直播 |
| ELEVEN PLUS                      | SD HD    | 2018年7月1日  | 中華電信 MOD（211台，電視直播） 中華電信 Hami Video（所有裝置皆可觀看直播） Eleven Sports 官方網站直播                                                         |

## 轉播賽事

### 台灣
- 臺灣 - 中華職業棒球大聯盟（CPBL）
  - Lamigo桃猿／樂天桃猿主場賽事（2017年–2023年）
  - 統一7-ELEVEn獅主場賽事（2019年–2023年）
  - 味全龍主場賽事（2021年–2022年）
  - 二軍賽事（五、六、日場次）（2018年–2020年, 2022年）
  - 亞洲冬季棒球聯盟（2017年–2019年、2023年）
- 日本 - 日本職棒
  - 阪神虎主場賽事（2017年–2018年）
  - 日本職棒太平洋聯盟主場賽事（2021年、2022年7月–2023年）
- 日本 - 日本高中棒球錦標賽（2017年）
- 美国 - 國家籃球協會 （2017年–2022年）與緯來體育台結為合作媒體
- 美国 - 美國職棒（2023年）
- 2017年世界棒球經典賽
- 亞洲盃籃球賽（2017年和2021年）
- 東南亞職業籃球聯賽寶島夢想家主客場賽事（2017年–2018年）
- 2019年世界盃籃球賽資格賽
- 2019年国际篮联篮球世界杯
- 女子超級籃球聯賽（2019年–2020年）
- 英格兰足球超级联赛（2017年–2022年）
- 西班牙足球甲級聯賽（2022年–）
- 超級籃球聯賽（2019年–2020年、2024年）
- 企業排球聯賽（2020年–2024年）
- 大專籃球聯賽（2020年）
- 大專棒球聯賽（2021年）
- 歐洲籃球聯賽（2020年–）
- T1聯盟（2021年–2023年）
- TSR全國機車錦標賽（2022年–2023年）

## 台灣主播群
| 體育主播 | 體育主播           | 體育主播 |
| -------- | ------------------ | -------- |
| 陳雄威   | 黃奕傑             | 張鎮麟   |
| 石屹軒   | 林煒珽（自由主播） |          |

## 前主播/記者群
- 林淳霈（現任華視新聞資訊台記者）
- 王裕賢
- 陳捷盛（現任緯來體育台體育主播）
- 李秉昇（現任緯來體育台體育主播）
- 王啟恩
- 王雲慶
- 孫傳賢
- 李瑋浩（兼任）
- 陳君岱（兼任）
- 潘鉅東（兼任）
- 吳軒德（兼任）
- 羅國禎（兼任）
- 徐莉婷

## 外部連結
- 壹拾壹體育網在台灣棒球維基館上的頁面（繁體中文）
- 214 ELEVEN SPORTS 2 - 中華電信 MOD 網站 （页面存档备份，存于）
- YouTube上的Eleven Sports頻道